# Championnats du monde de tir à l'arc 1993
Navigation
Édition précédente Édition suivante
Les championnats du monde de tir à l'arc 1993 sont une compétition sportive de tir à l'arc organisée en 1993 à Antalya, en Turquie. Il s'agit de la 37e édition des championnats du monde de tir à l'arc.

## Événements

### Classique
| Event             | Or                                                     | Argent                                                        | Bronze                                                   |
| ----------------- | ------------------------------------------------------ | ------------------------------------------------------------- | -------------------------------------------------------- |
| Homme individulle | Park Kyung-mo                                          | Kim Kyung-ho                                                  | Stanislav Zabrodski                                      |
| Homme équipe      | France Sébastien Flute Eric Unbekand Lionel Torres     | Corée du Sud Park Kyung-mo Kim Kyung-ho Kim Sung-nam          | Pays-Bas Henk Vogels Erwin Verstegen Marcel van Sleeuwen |
| Femme individulle | Kim Hyo-jung                                           | Cho Youn-jeong                                                | Iana Tuniants                                            |
| Femme équipe      | Corée du Sud Kim Hyo-jung Cho Youn-jeong Lee Eun-kyung | Russie Elena Tutatcikova Natalya Bolotova Mahluhanim Murzaeva | Chine Ma Xiangjun Wang Xiaozhu Yao Yawen                 |